# Garrulaxe strié
Grammatoptila striatus
Genre
Espèce
Statut de conservation UICN

 LC  : Préoccupation mineure
Le Garrulaxe strié (Grammatoptila striatus) est une espèce de passereaux de la famille des Leiothrichidae.

## Répartition et habitat
Il vit dans les forêts humides de plaine et de montagne des régions tempérées à travers l'Himalaya et les monts Yunling.

## Sous-espèces
L'espèce comporte cinq sous-espèces:
- G. striatus striatus (Vigors, 1831) — nord-ouest de l'Himalaya ;
- G. striatus vibex (Ripley, 1950) — Népal ;
- G. striatus sikkimensis (Ticehurst, 1924) — Népal et Bhoutan ;
- G. striatus cranbrooki (Kinnear, 1932) — Bhoutan, Inde, Chine et Birmanie ;
- G. striatus brahmaputra (Kinnear, 1932) — Chine et nord de la Birmanie.